# Bryce Wettstein
Bryce Wettstein (Encinitas, 10 gennaio 2004) è una skater, surfista e cantautrice statunitense.

## Biografia
Nata il 10 gennaio 2004 a Encinitas, California, Bryce Wettstein ha iniziato a praticare lo skateboard all'età di cinque anni presso la YMCA di Encinitas. Oltre allo skateboard, è appassionata di surf, pallavolo e suona l'ukulele, componendo anche canzoni.
Nel 2017, ha ottenuto il secondo posto nel Vans Park Series, dietro a Brighton Zeuner. L'anno successivo, ha conquistato la medaglia d'argento al Dew Tour Women's Pro Park, preceduta da Nicole Hause e seguita da Jordyn Barratt.
Nel 2019, è stata selezionata per far parte della prima squadra nazionale di skateboard degli Stati Uniti e ha vinto il Campionato Nazionale di Women's Park. Ha partecipato ai Giochi Olimpici Estivi di Tokyo 2020, classificandosi al sesto posto nella competizione di park femminile. Successivamente, ha partecipato ai Giochi Olimpici di Parigi 2024, ottenendo nuovamente il sesto posto nella stessa disciplina.